# Бэйле-Еркулане
Бэ́йле-Еркула́не (рум. Băile Herculane, нем. Herkulesbad (Геркулесбад), венг. Herkulesfürdő (Херкулешфюрдё)) — город в Румынии, в уезде Караш-Северин. Население — 6051 житель (2002).
Курорт Бэйле-Еркулане расположен в узкой долине реки Черна, у подножий гор Черна, на территории национального парка «Долине-Домоглед Сирна». Долина реки Черна отделяет горы Годеану и Чернии от гор Валканулуи и Мехединти.

## Климат
Климат мягкий, переходный от континентального к средиземноморскому, формирующийся под влиянием воздушных потоков от Адриатического и Средиземного морей. Зима мягкая; средняя температура января −1 °C. Лето теплое; средняя температура июля 22 °C. Осадков около 800 мм в год. От ветров курорт защищен горами на востоке — Мехенинти, на западе — Черна. Особенность микроклимата курорта — высокое содержание отрицательных аэроинов, свойственное климату высокогорий, что обусловливает его иммуномоделирующее и тонизирующее воздействие.

## Курорт
Бэйле-Еркулане — старейший курорт в Румынии, первое упоминание о котором относится к 153 году. По достоинству оценив исцеляющую силу источников, римские легионеры назвали их водами Геркулеса и построили термы — Aquae Herculai. В течение 165 лет существования Дакии Термы Геркулеса были известны во всей Римской империи. Археологические находки свидетельствуют о том, что термы, устроенные с присущей римлянам роскошью, были популярным местом отдыха римской аристократии. Здесь обнаружены шесть статуй Геркулеса, давшего название термам.
В настоящее время на курорте используются в лечебных целях 16 источников термальных минеральных вод (t° 38,5 — 60 °C), расположенных в долине реки Черна на протяжении 4 км, принесшие известность курорту. Углекислые хлоридные натриевые маломинерализованные (М 05 — 2,6 г/л) слабосульфидные воды используют для питьевого лечения. Термальные сероводородные, йодобромистые и радоновые воды — для ванн, орошений, купаний в бассейнах с минеральной водой, ингаляций с минеральными водами.

### Основные показания для лечения
Заболевания опорно-двигательного аппарата (заболевания суставов воспалительного и дегенеративного генеза, последствия травм); заболевания периферической нервной системы (параличи, парезы); гинекологические болезни; заболевания органов дыхания (риниты, бронхиты, бронхиальная астма), заболевания эндокринной системы и нарушения обмена веществ (сахарный диабет, метаболический синдром, ожирение), интоксикация солями тяжелых металлов, заболевания органов пищеварения, глазные заболевания.

## Достопримечательности, экскурсии
В центре города-курорта можно увидеть руины римских терм, (акведуки, ванны). На курорте сохранилась вилла, где жила августейшая чета — Император Франц Иосиф и Императрица Элизабет, охотничий дом Императора Франца Иосифа. На курорте работает казино, построенное в 1913 году в стиле барокко. На курорте проходит много фольклорных праздников, в том числе ежегодный (в августе) Международный фольклорный фестиваль «Геркулес».
Проложены пешеходные тропы по нескольким маршрутам к источникам, пещерам, ущельям и даже на вершины (продолжительность прогулки от 1 часа до 8—10 часов). В окрестностях курорта две пещеры: Пещера Воров, и пещера Адама. Летом прекрасные условия для рыбалки на горных озерах. Зимой выходные можно провести на горнолыжных курортах.

### Проезд
Курорт расположен в 5 км от автомобильной дороги, которая связывает Бухарест с западной стороной страны и в 170 км от международного аэропорта Тимишоары.